# Kyperská knihovna
Kyperská knihovna (řecky: Κυπριακή Βιβλιοθήκη, Kypriakī́ Vivliothī́kī) je národní knihovnou Kypru. Sídlí v jeho hlavním městě Nikósie. Založena byla roku 1927 britským guvernérem Ronaldem Storrsem, jakožto Kyperská veřejná knihovna. Fungovala jako městská knihovna Nikósie. Roku 1968 přešla správa knihovny z radnice Nikósie na Ministerstvo školství a kultury. Roku 1874 byla knihovna přemístěna do svého současného sídla v baště D'Avila, jež je součástí historických hradeb Nikósie. Roku 1987 získala nový právní status a stala se národní knihovnou. Uchovala si však charakter hlavní veřejné knihovny ve městě.